# Joppa melanostigma
Joppa melanostigma là một loài tò vò trong họ Ichneumonidae.